# Stift Pernegg

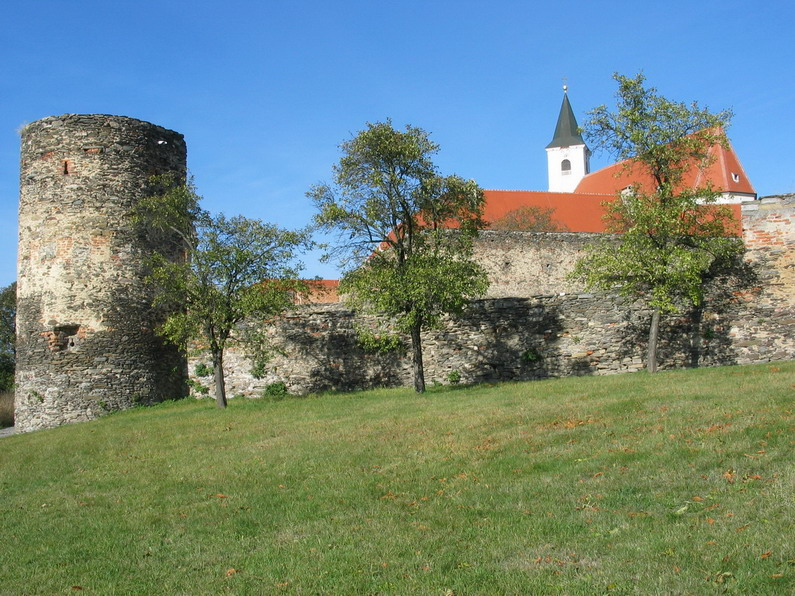
Stift Pernegg

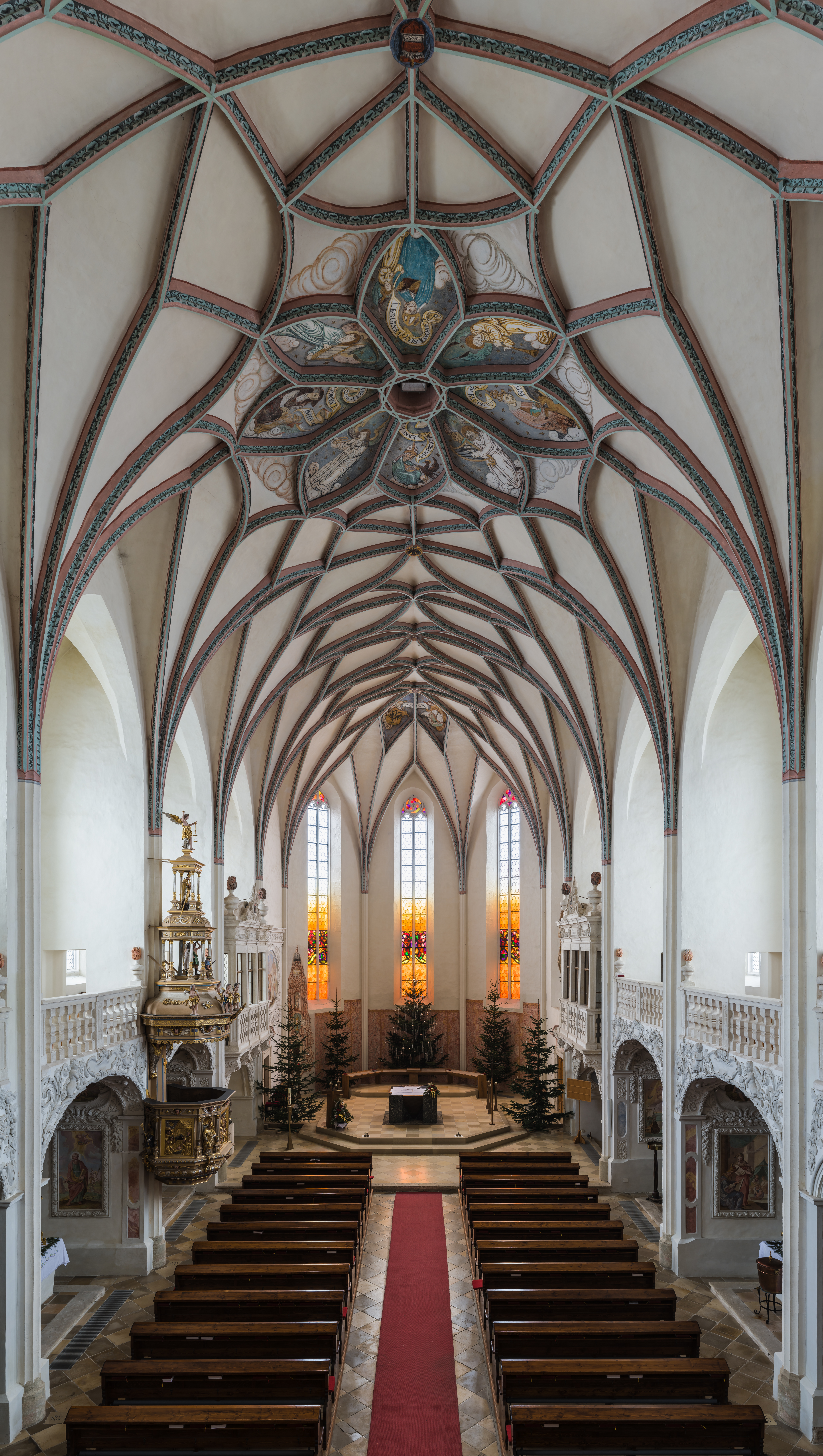
Innenraum der Klosterkirche

Das Stift Pernegg ist ein ehemaliges Kloster der Prämonstratenserinnen (bzw. der Prämonstratenser) (OPraem) in Pernegg in Niederösterreich.
Der Klosterkomplex ist von Umfassungsmauern aus dem 15. 16. und 17. Jahrhundert umgeben, die teilweise durch Rundtürme mit Zinnenbekrönung verstärkt sind.

## Geschichte
Das Kloster wurde um 1153 durch Ekbert und dessen Sohn Ulrich II. von Pernegg als Chorfrauenstift (zum Stift Geras gehörend) gegründet und mit Nonnen aus den zu Seelau gehörigen Stift Launiowitz besiedelt. Es teilte, was die Zeitläufte angeht, weitgehend das Schicksal des Stiftes Geras.
Im Jahre 1188 wurden die Stiftungen von Pernegg an den Bischof von Passau übergeben. 1276 wurde erstmals eine Meisterin genannt, 1351 eine Priorin. Ab 1376 führten die Leiterinnen des Stiftes ausschließlich den Titel „Priorin“. Dem ganzen Konvent stand ein Propst vor, der von den Chorfrauen aus der Mitte der Geraser Chorherren gewählt und vom Vaterabt bestätigt wurde. Im 14. und 15. Jahrhundert übte das kleine Frauenkloster Pernegg das Patronatsrecht über die Säkularpfarre Hösting in Mähren aus.
Als unter Propst Coloman Radt alle Chorfrauen bis auf eine einzige starben, ging das Recht zur Wahl des Pernegger Propstes auf das Kapitel von Geras über. Im Jahr 1584 wurde das Frauenkloster aufgehoben, und nachdem die letzte Chorfrau Rosina Eichinger am 23. Dezember 1585 im Alter von über 80 Jahren gestorben war, wurde das Stift im Jahre 1586 mit Chorherren aus Geras neu besetzt.
Im Jahre 1608 wurden dem Stift die Pontifikalien verliehen und ab 1644 wurde es als selbständiges Chorherrenkloster geführt. Im 17. Jahrhundert folgte ein Aufschwung und der Ausbau der Stiftsanlagen. Unter Franz von Schöllinger erhielt das Stift, zusätzlich zur Pfarrei Pernegg, die Pfarrei Niklasberg von Geras. Vom Landesherrn erhielt Pernegg die Abteien von Lelesz und Jasov, später dazu St. Stephan in Oradea und die (Titular-)Propstei Horpacs, dann die Kanonien in Csorna und Türje. Diese wurden dann allerdings bald teilweise zur Schuldentilgung an wohlhabendere Klöster des Ordens verkauft.
Im Jahre 1700 wurde das Stift zur Abtei erhoben, aber schon im Jahr 1783 im Zuge seiner Religionspolitik durch Kaiser Joseph II. aufgehoben und die Ausstattung versteigert. 1854 übertrug Kaiser Franz Joseph die Stiftsgebäude in Pernegg wieder in den Besitz des Chorherrenstiftes Geras.
Geras und Pernegg wurden im Jahre 1940 beschlagnahmt und Pernegg diente bis zum Ende des Zweiten Weltkrieges als Lager des Reichsarbeitsdienstes.
Von 1951 bis 1992 war im Klostergebäude ein von der Pfarre geführtes Jugendhaus untergebracht, ehe die gesamten Klosteranlage von 1992 bis 1997 saniert und ausgebaut wurde. In der Stiftskirche, die über eine gute Akustik verfügt, werden neben den Gottesdiensten regelmäßig Konzerte gegeben. Das Kloster Pernegg wurde 2004 in Pacht an private Betreiber (Friends Touristik GmbH) vergeben, die unter dem Begriff „Die Entdeckung der Stille“ Fastenkurse anbieten. Das Kloster ist heute ein bekanntes Fastenzentrum in Österreich.

### Die bekannten Vorstehenden des Stiftes Pernegg
Meisterinnen:
- Gertrud (Gertraud): 1276–1283
- Bertha (Perchte): 1312–1314
- Elisabeth (Elzbet): 1328
- Reichkart: 1338
- Elisabet Chrichin (d. h. Griechin): 1338 Oberin ohne Titel; 1351 Priorin
- Katharina: 1353–1360
Priorinnen:[3]
- Katharina (Kathrey): 1376
- Euphemia (Offney): 1381
- Elisabeth (Elspet): 1398
- Margarethe: 1413–1416
- Katharina Gischerlin: 1416–1437
- Dorothea: 1438–1451
- Ludmilla: 1464–1470
- Barbara: 1498
- Christina Grabnerin: 1504–1510
- Afra: 1510–1543
Pröpste:[8][9]
- Engelbert († 2. März 1171), Gründungspropst von Pernegg
- Leopold: urkundlich 1270
- Conrad: urkundlich 1276, später Abt von Geras (1280–1298)
- Ulrich: urkundlich 1281
- Heinrich: urkundlich 1288
- Conrad: urkundlich 1314
- Adam: 1328
- Johann: 1338
- Albrecht: 1343
- Wilhelm, später Abt von Geras (1348–1389)
- Thilmann: urkundlich 1376
- Hermann: 1381–1407
- Johann de Russia
- Wilhelm: 1412–1432, später Abt von Geras (1432–1446), als welcher er 1437 und 1438 die Propstei Pernegg administrierte
- Gerhard
- Oswald, später Abt von Geras (1464–1485)
- Nikolaus († 6. September 1482): 1465–1482
- Laurenz († 12. Oktober 1505): 1488–1504
- Christoph: urkundlich 1510–1511
- Christian Zarnwolf († 22. oder 23. Juli 1515)
- Johann Kolb († 15. oder 16. März 1520): urkundlich 1517
- Thomas Scheerschneider: 18. März 1521 bis zirka 1542
- Gregor: 1542–1547
- Coloman Radt († 6. April 1551): urkundlich 1548, zu seiner Zeit endet die Wahl durch die Chorfrauen
- Johann Wenzel Ruepl: 17. April 1551–1553, später Wenzel II. Abt von Geras (1557–1558)
- Urban Leser († 20. Dezember 1579): 1558–1563, danach Abt von Geras (1563–1579)
- Christoph Weber: 1563–1569
- Mathias Leser: († 22. (21.?) Dezember 1582): wahrscheinlich 1572
- Georg Sumperer († 12. Februar 1586): 1583, zu seiner Zeit starb die letzte Chorfrau Rosina Eichinger, Errichtung des Kapitels
- Germann Renzl
- Johann von Beyrer († 10. Jänner 1619), später Abt von Geras (1598–1615)
- Sebastian Fuchs, vorher Abt von Klosterbruck (Znaim), Verleihung der Pontifikalien
- Valentin Springel
- Norbert Bratiz, später Abt von St. Vinzenz (Breslau)
- Laurenz Weigl
- Nikolaus Meister
Äbte:[10]
- Franz Edler von Schöllinger († 19. Februar 1707): 1700 erster Abt von Pernegg
- Ambros Edler von Schöllinger († 27. Jänner 1735): stürzte das Stift in den 1710er-Jahren in tiefe Schulden
- Nikolaus Zandt: Abt von Geras (1730–1746) und 1720–1723 zugleich Administrator von Pernegg
- Peter Gröbner († 7. März 1772): 1746–1772
- Leopold Silipp: Aufhebung des Stiftes Pernegg 1783, Tilgung aller Schulden
Titularpropst:
- Ämilian Greisel, Abt, 50. Prälat von Geras (1916–1926)

## Stiftsgebäude

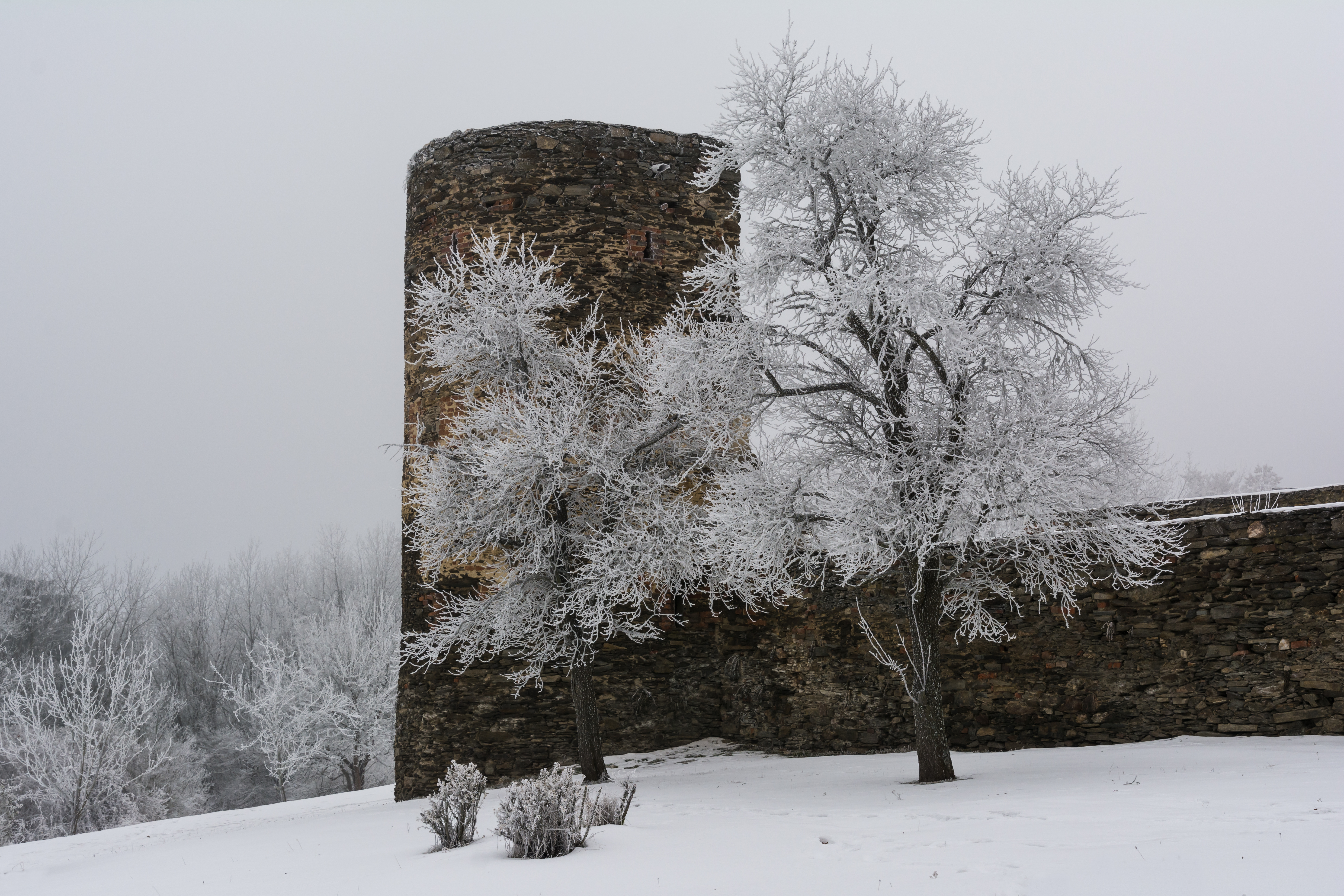
Umfassungsmauer mit Rundturm

Die ehemaligen Stiftsgebäude, die südlich und westlich der sie überragenden Stiftskirche stehen, wurden im 17. Jahrhundert unter Verwendung mittelalterlicher Bausubstanz neu erbaut.
Die spätgotische, ehemalige Stiftskirche, der Karner und Teile der barocken Klostergebäude, sowie einige wenige Reste der ehemaligen Burgkapelle sind erhalten. Kirche und Klostergebäude wurden in den 1990er Jahren umfassend renoviert und durch neue Teile ergänzt. Die Kirche erhielt dabei einen neuen Volksaltar von Thomas Munz.